# Ranger 8
Ranger 8 was een Amerikaanse onbemande ruimtemissie naar de maan uit de jaren 60 van de twintigste eeuw. Het doel van deze missie was close-up foto's te nemen van het maanoppervlak als voorbereiding op het Apolloproject.

## Lancering
Ranger 8 werd gelanceerd op 17 februari 1965 met een Atlas-Agena draagraket vanaf Cape Canaveral. Deze maansonde woog 367 kg en werd gebouwd door het Jet Propulsion Laboratory.

## Technische uitrusting

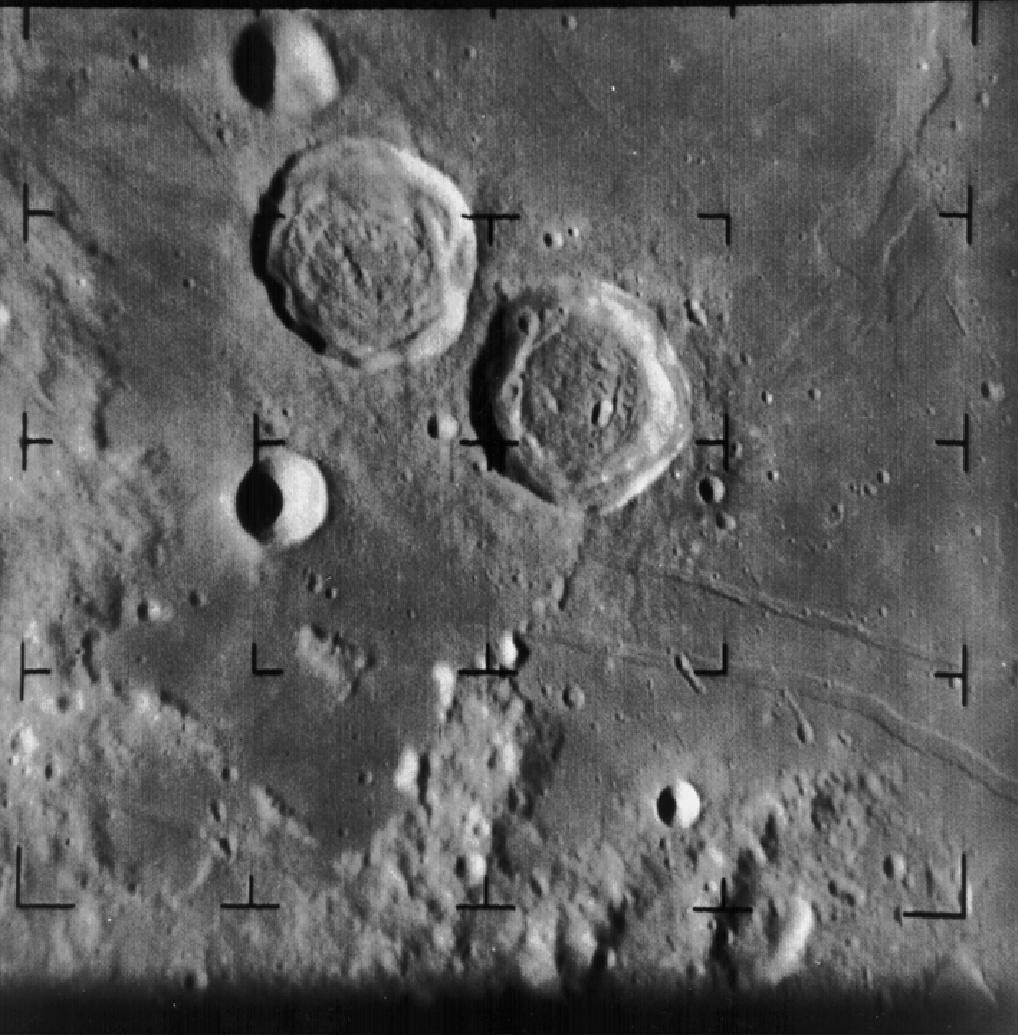
Ranger 8 foto van de kraters Ritter en Sabine

### Afmetingen
Deze robotverkenner uit het Ranger-programma was van het Block III-type (cameraverkenning). Ze bestond uit een 1½ m breed conisch hexagonaal frame, waarin voortstuwing en energievoorziening waren gemonteerd. Het camerablok was bovenop bevestigd. Inclusief zonnepanelen was Ranger 8 3,6 m hoog en 4,6 m breed. Het ruimtevaartuig beschikte over twee antennes: een cilindervormige bovenaan het toestel en een schotelantenne die onderop was gemonteerd.

### Koerscorrectie en standregeling
Voor koerscorrectie op weg naar de maan beschikte de verkenner over een raketmotor op hydrazine met een stuwkracht van 224 N. Hoogte- en standregeling werd gecontroleerd door twaalf stuurraketjes die op stikstof werkten. Verder beschikte het vaartuig over zes zonnesensors (waarvan twee reserve), een Aardesensor en drie gyroscopen.

### Energievoorziening
Twee zonnepanelen van elk 153,7 cm lang en 73,9 cm breed met een oppervlakte van 2,3 m² en in totaal 9792 zonnecellen wekten 200 watt stroom op. Twee zilver/zinkoxide accu's van 1 kWh leverden energie voor besturing van de robot, daarnaast twee 1,2 kWh accu's op 26,5 volt die 9 uur stroom konden leveren aan beide cameragedeeltes, eveneens bestaande uit zilver/zinkoxide.

### Communicatie
Voor contact met de Aarde gebruikte Ranger 8 twee tv-kanalen met een vermogen van 60 watt en een transponder van 3 watt.

### Camerablok

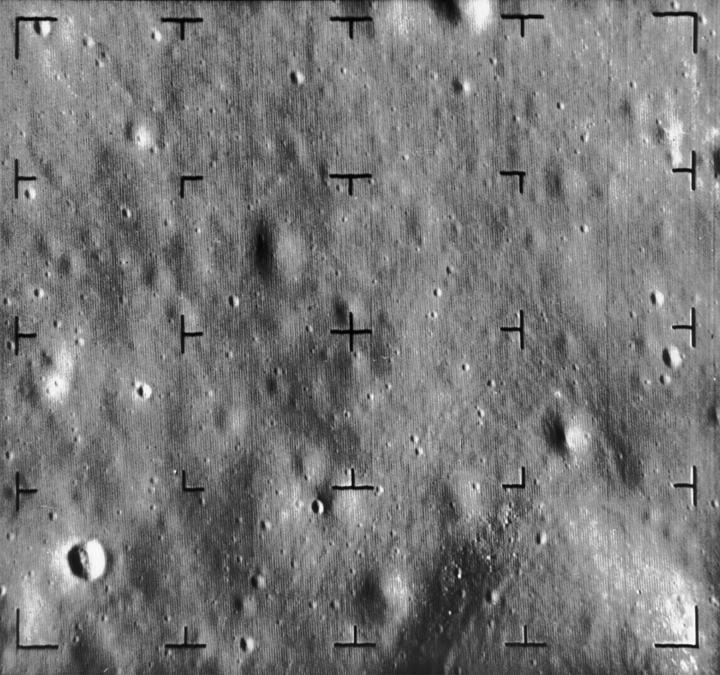
Foto door Ranger 8, genomen 5 seconden voor inslag op een hoogte van 11 km. Het gefotografeerde gebied heeft een doorsnede van 2 km en de kleinst zichtbare details zijn 4 m

De Ranger 8 was uitgerust met zes camera's, waarvan twee groothoeklenzen met 1150 beeldlijnen en vier die opnames maakten van kleinere gedeelten van het maanoppervlak met 300 beeldlijnen. Deze waren gesplitst in twee aparte gedeelten, die ieder beschikten over een aparte voeding, zenders en tijdklokken om de betrouwbaarheid van de apparatuur en kans op succesvolle opnamen te vergroten. Verder droeg Ranger 8 geen wetenschappelijke instrumenten.

## Verloop van de missie

### Vlucht naar de maan
Zeven minuten na lancering bereikte de robotverkenner de geplande parkeerbaan op 185 km hoogte. Veertien minuten later gebruikte de Agena gedurende 1½ minuut zijn raketmotor om de sonde naar de maan te schieten, waarna Ranger 8 zich losmaakte van de draagraket en zijn zonnepanelen uitklapte. Op een afstand van 160.000 km van de Aarde corrigeerde hij vervolgens zijn koers.
Bij het uitvoeren van deze manoeuvre gingen bij de vluchtleiding overigens alle nekharen recht overeind staan omdat Ranger 8 plotsklaps uit de ether verdween. Tijdens deze koerswijziging die bijna een half uur duurde, zakte het energieniveau van Ranger 8's zender namelijk dusdanig, dat men tijdelijk alle contact met het ruimtescheepje verloor. Tot NASA's grote opluchting herstelde Ranger 8 zich tijdens het ontbranden van de koerscorrectiemotor en maakte opnieuw contact met de vluchtleiding. Gelukkig had dit geen gevolgen voor de rest van de vlucht en bleef NASA verder onfortuin bespaard.

### Nadering van de maan
Een voorgenomen koerswijziging om de camera's meer in de aanvliegrichting te laten wijzen werd geschrapt, zodat de camera's een groter gebied konden bestrijken. Dit had echter zijn prijs: door de hogere zijwaartse snelheid kon de robotverkenner minder scherpe opnamen maken. Ranger 8 vloog nu onder een vlakke aanvlieghoek van 42° op zijn doel, Mare Tranquillitatis, aan. Dit gebied koos men later als landingsplaats voor Apollo 11.
Op 20 februari om 9:34 uur UTC, op een hoogte van 2510 km boven de maan, zond Ranger 8 zijn eerste foto naar de Aarde. Gedurende de laatste 23 minuten van zijn vlucht seinde de verkenner 7137 opnames over. Op de laatste foto waren, ondanks de hoge zijwaartse aanvliegsnelheid, details te zien van 1½ meter. Ranger 7 bereikte een oplossend vermogen van 40 cm en Ranger 9 zelfs van 30 cm, maar deze vlogen onder een veel grotere hoek op de maan af. Ter vergelijking: met een telescoop op Aarde namen astronomen details waar van 150 meter.

### Einde
Na een vlucht van in totaal 64,9 uur kwam op 20 februari om 9:57 uur UTC een hardhandig einde aan de succesvolle vlucht van Ranger 8, toen de verkenner in Mare Tranquillitatis te pletter sloeg op de maan op een positie van 20°36' W 10°36' Z. De sonde kwam neer met een snelheid van ± 2,68 km/sec en miste zijn oorspronkelijke doel op 25 km.
Ranger 1 · Ranger 2 · Ranger 3 · Ranger 4 · Ranger 5 · Ranger 6 · Ranger 7 · Ranger 8 · Ranger 9